# NGC 7622
NGC 7622 (również PGC 71187) – galaktyka soczewkowata (E/SB0), znajdująca się w gwiazdozbiorze Tukana. Odkrył ją John Herschel 1 listopada 1834.